# Спілка літераторів Кременчука «Славутич»

Обкладинка альманаху «Кременчук літературний 2011»

Спілка літераторів Кременчука «Славутич» — добровільна громадська організація, що об'єднує більше 50 поетів та прозаїків міста Кременчука Полтавської області.

## Основні відомості
Офіційно громадська організація зареєстрована на початку 1990-х років, до того вона називалась Літературне об'єднання «Славутич» (організоване 1949 року). Спілка вважається правонаступницею учнівського гуртка «Юнацька спілка», створеного відомим в майбутньому письменником Андрієм Головком у кременчуцькому реальному училищі 1912 року та групи «Перо праці», що діяла в 1920-ті роки.
В різні роки її очолювали поети Ярослав Вечеренко, Олег Головко, прозаїки Григорій Терещенко та Володимир Заліський, журналіст Микола Невмивака, поет Борис Кулик, поет і драматург Валерій Голуб, письменник та журналіст Федір Чужа, поетеса Ірина Чередник, Надія Купенко. На даний момент очолює Таїсія Цибульська.

## Діяльність

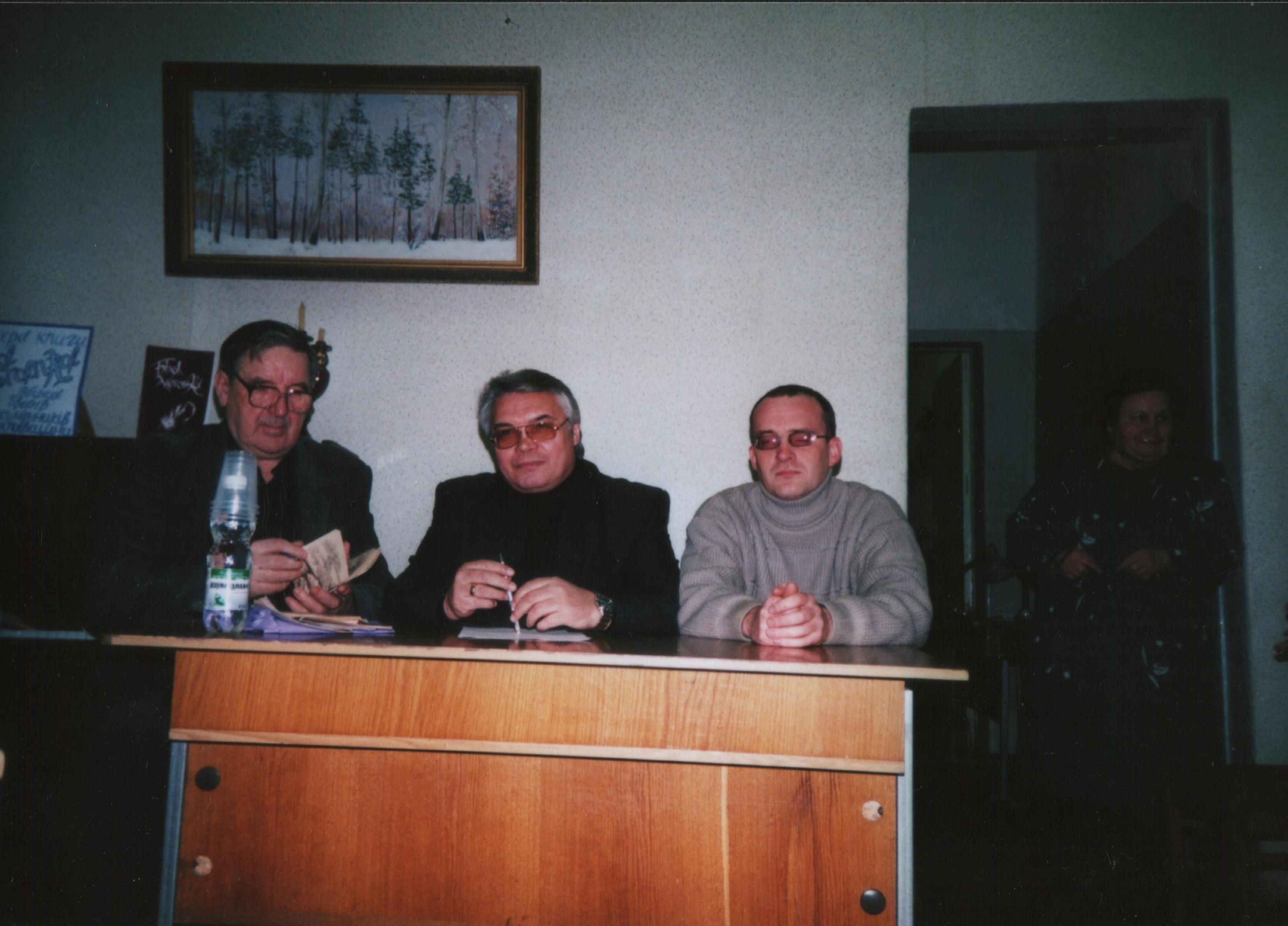
Письменники Олег Головко, Олексій Кацай і Володимир Ейсмонт на зустрічі з читачами

1957 року вийшов перший альманах творів кременчуцьких авторів «Трудовий Кременчук». З 1992 по 2013 роки випущено вісім випусків альманаху «Кременчук літературний», два випуски молодіжного альманаху «Молоді голоси». 2016 року побачили світ одночасно два альманахи, один з яких тематичний, присвячений 25-й річниці незалежності України та 445-річчю заснування міста.
Щороку виходить кілька книжок авторів — членів спілки «Славутич».
Члени спілки ведуть активну роботу з пропаганди книг, зустрічаються з читачами, допомагають початківцям, щороку проводять фестиваль поезії «Золота осінь» та конкурс юних поетів «Поетична весна». З 2018 р. започатковано проведення літературно-мистецьких заходів, творчих зустрічей з літераторами. Міцними є творчі зв'язки з літераторами Полтави, Лубен, Комсомольська, Нових Санжар, Світловодська.
Кілька «славутян» стали членами НСПУ (Володимир Ейсмонт, Наталя Лапіна, Ігор Моісєєнко, Олександр Пантелей, Ірина Чередник).

## Видання
- Кременчук літературний: альманах. Випуск 1 / Спілка літераторів «Славутич». — Кременчук, 1992. — 152 с.;
- Кременчук літературний: альманах. Випуск 2 / Спілка літераторів «Славутич». — Кременчук, 1996. — 185 с.;
- Кременчук літературний: альманах. Випуск 5 / Спілка літераторів «Славутич». — Кременчук: ВАТ «КВБЗ», 2005. — 255 с.;
- Кременчук літературний: альманах. Випуск 6 / Спілка літераторів «Славутич». — Кременчук: Християнська Зоря, 2008. — 284 с.;
- Кременчук літературний: альманах. Випуск 7 / Спілка літераторів «Славутич». — Кременчук: Християнська Зоря, 2011. — 186 с.;
- Кременчук літературний: альманах. Випуск 8 / Спілка літераторів «Славутич». — Кременчук: Християнська Зоря, 2013. — 292 с.;
- Кременчук літературний: альманах. Випуск 9 / Спілка літераторів «Славутич». — Кременчук: Християнська Зоря, 2015. — 186 с.;
- Кременчук літературний: альманах. Випуск 10 / Спілка літераторів «Славутич». — Кременчук: Щербатих О. В.,  2016. — 220 с.;
- Кременчук літературний: альманах, упорядник Ф.Чужа.  Випуск 11 / Спілка літераторів «Славутич».– Кременчук: Щербатих О. В.,  2016. — 204 с.;
- Кременчук літературний: альманах, упорядник Ф.Чужа. Випуск 12 / Спілка літераторів «Славутич». — Кременчук: Щербатих О. В.,  2016. — 312 с;.
- Молоді голоси Кременчука: альманах, упорядник Ю. Жовтецька. / Спілка літераторів «Славутич». — Кременчук: Щербатих О. В., — 2017;
- Кременчук літературний: альманах, упорядник Ф.Чужа. Випуск 13 / Спілка літераторів «Славутич». — Кременчук: Щербатих О. В.,  2018. — 322 с. ISBN 978-617-639-180-7;
- Кременчук літературний: альманах, упорядник Ф.Чужа. Випуск 14 / Спілка літераторів «Славутич». — Кременчук: Щербатих О. В., 2018. — 218 с. ISBN 978-617-639-189-0;
- Кременчук літературний: альманах, упорядник Ф.Чужа. Випуск 15 / Спілка літераторів «Славутич». — Кременчук: Щербатих О. В.,  2019. — 226 с. ISBN 978-617-639-238-5;
- Кременчук літературний: альманах, упорядник Ф.Чужа. Випуск 16 / Спілка літераторів «Славутич». — Кременчук: Щербатих О. В., 2019. — 308 с. ISBN 978-617-639-239-2.

## Досягнення
- 1978 — Григорій Терещенко удостоєний республіканської премії «Найкращий твір про робітничий клас» за роман-дилогію «Граніт».
- 1997 — Володимир Ейсмонт став лауреатом Міжнародного конкурсу молодих літераторів «Гранослов −1997» за рукопис повісті «Окраєць для Барика» (у співавторстві з Юрієм Сергіним).
- 1999 — Наталя Лапіна у співавторстві з черкащанкою Світланою Горбань — лауреат Першого Всеукраїнського конкурсу гостросюжетного роману «Золотий Бабай» (за роман «Ловци чарівного вітру»).
- 2001 — всі перші місця у міському конкурсі «Легенди про козака Івана Кременчука» вибороли члени «Славутича»: Наталя Лапіна — за криптоісторичну повість «Тисячолітній Кременчук», Любов Васильєва — за оповідання «Легенда про козака Івана Кременчука», Валерій Голуб — за поему «Хобби» (російською мовою).
- 2002 — Любов Васильєва посіла перше місце на Всеукраїнському конкурсі «ЗАТ „Трускавець“ представляє» за повість «Трускавецька терапія, або Два чобітки — пара».
- 2004 — Юрій Лях — фіналіст обласного літературного конкурсу-фестивалю «Поетичні зорі».
- 2005 — Наталя Лапіна — дипломант V Всеукраїнського конкурсу романів, кіносценаріїв та п'єс «Коронація слова 2005» за рукопис роману «Майстри неможливого» (у співавторстві зі Світланою Горбань).
- 2006 — Валерій Голуб став лауреатом поетичного конкурсу газети «Літературна Полтавщина».
- 2009 — Наталя Лапіна — дипломант ІХ Всеукраїнського конкурсу романів, кіносценаріїв та п'єс «Коронація слова 2009» за рукопис роману «Надія: сплутані пазли» (у співавторстві зі Світланою Горбань).౼౼
- 2010 — твір Валерія Голуба «Злива над Чересполем» потрапив до десятки найкращих на Третьому всеукраїнському конкурсі радіоп'єс «Відродимо забутий жанр».
- 2010 — Ігор Моісєєнко став лауреатом літературно-мистецької премії імені Богдана Хмельницького Міністерства оборони України за роман "Сектор обстрілу — «Аїсти».
- 2010 — Лідія Лаврик — переможниця обласного літературного конкурсу «Сокіл степів» в номінації «Проза».
- 2011 — Сергій Петренко — дипломант обласного літературно-мистецького конкурсу ім. Василя Симоненка.
- 2012 — Любов Васильєва одержала диплом на Міжнародному літературному конкурсі романів, п'єс, кіносценаріїв, пісенної лірики та творів для дітей «Коронація слова — 2012» за текст пісні «Матінко-зозуленька».
- 2013 — Ніна Шмалько (Данько) стала лауреатом Полтавської обласної премії імені Леоніда Бразова за книгу — есей «Григір Тютюнник і Мануйлівка».
- 2013 — Аліса Гаврильченко — лауреатка літературного конкурсу «Собори душ своїх бережіть — 2013»
- 2014 — Тамара Чайкіна посіла І місце в номінації «Пісенна лірика для дітей» на Міжнародному літературному конкурсі романів, п'єс, кіносценаріїв, пісенної лірики та творів для дітей «Коронація слова — 2014» за текст пісні «Жаб'яча мова».
- 2014 — Федір Чужа — фіналіст премії імені Василя Симоненка.
- 2014 — Таїсія Цибульська — фіналіст конкурсу «Pro Patria» (За Батьківщину) м. Дрогобич.
- 2015 — Любов Васильєва — фіналіст Міжнародного конкурсу «Корнійчуковська премія — 2015».
- 2015 — Ніна Шмалько (Данько) — переможниця Загальнонаціонального конкурсу «Українська мова — мова єднання».
- 2016 — Таїсія Цибульська — лауреатка премії імені Юрія Яновського, смт. Компаніївка, Кіровоградська обл.
- 2016 — Микола Степаненко — AWAHD JF EXCELLENCE (Премія передового досвіду) Міністерства закордонних справ Республіки Казахстан та Клубу головних редакторів Казахстану — за видатний внесок у розвиток міжнародного конкурсу «Казахстан очами закордонних ЗМІ»[1].
- 2017 — Вікторія Сопільняк — дипломант Всеукраїнського поетичного вернісажу «Троянди й виноград» ім. М Рильського.
- 2017 — Людмила Снітко — Переможець Міжнародного Літературного конкурсу «МІСТО ПОЕЗІЇ», що проводився в рамках Другого Міжнародного Фестивалю «Мир&Україна», 2017 р. м. Горішні Плавні (посіла 2-ге місце).
- 2017 — Людмила Снітко — Оповідання авторки «Олешка» увійшло до 50 вибраних творів Міжнародного літературного проекту «Книга Добра».
- 2018 — Людмила Снітко — Диплом 2-го ступеню у 4-му Всеукраїнському конкурсі ім. Леся Мартовича (м. Жовква) у номінації «Проза» за книгу «Жити, щоби любити».
- 2018 — Федір Чужа — лауреат ХІХ загальнонаціонального конкурсу «Українська мова — мова єднання» (за книгу «На вітрилах слова»).
- 2018 — Федір Чужа — дипломант III Міжнародного літературного конкурсу «Місто поезії». «City of Poetri» (Горішні Плавні).
- 2019 — Микола Степаненко — лауреат Міжнародної премії імені Володимира Винниченка за збірник «На основі взаємної поваги і довіри» (2015).
- 2019 — Федір Чужа — лауреат IV Міжнародного конкурсу «Місто поезії» «City of Poetri».
- 2019 — Вікторія Сопільняк — лауреат Міжнародної літературно-мистецької премії імені Миколи Сингаївського.
- 2019 — Федір Чужа — лауреат Літературно-мистецької премії імені Івана Нечуя-Левицького за високохудожнє втілення в творчості українського національного характеру.
- 2020 — Микола Степаненко — лауреат Всеукраїнської літературно-мистецької премії УФК «Шануймо рідне…» імені Данила Бакуменка за книгу «Казахстан — Україна: дружба, загартована полум'ям війни».
- 2020 — Федір Чужа — лауреат Всеукраїнської літературно-мистецької премії УФК «Шануймо рідне…» імені Данила Бакуменка за книгу «Янківці».
- 2020 — Федір Чужа — лауреат Міжнародної премії імені Володимира Винниченка в галузі української літератури і мистецтва (Київ, УФК імені Бориса Олійника, 2020).
- 2020 — Федір Чужа — лауреат міждержавної українсько-казахстанської премії в галузі літератури і мистецтва (Київ).
- 2020 — Федір Чужа, Ніна Данько та Вікторія Сопільняк — лауреати літературної премії імені Віктора Баранова (Кременчук).